# 슈피츠역
슈피츠역(독일어: Spiez)은 스위스 베른주에 있는 슈피츠 마을에 있는 기차역이다. 툰과 인터라켄을 연결하는 BLS AG의 툰호선에 있으며, 같은 회사의 바쁜 뢰치베르크선과 슈피츠-에를렌바흐-츠바이지멘선의 교차점이다.
역은 BLS AG, 스위스 연방 철도, 도이치반을 포함한 다양한 사업자들이 운행한다.
1893년에 지어진 최초의 역사 건물은 샬레 스타일이었다. 1960년 BLS 서비스 건물이 건립된 자리에 오늘날의 역 건물 남쪽에 위치하였다.
오늘날에도 존재하는 역 건물은 1915년에 지어졌다.

## 운행
2007년부터 뢰치베르크 베이스 터널의 개통과 함께 스위스 남부와 이탈리아 북부로의 연결이 훨씬 개선되고 더 빨라졌다. 2012년부터 떼제베 리리아(TGV Lyria)가 파리에서 인터라켄까지 운행되어 슈피츠를 떼제베 정류장으로 업그레이드 했다. 또한 ICE는 인터라켄에서 슈피츠를 거쳐 독일까지 하루 4회 운행한다.

### 장거리
- 인터시티: ** IC 6 : 바젤 SBB-베른-브리크
  - IC 8 : 브리크-베른-취리히 HB-로만스호른
  - IC 61 : 바젤 SBB-베른-인터라켄 동역
- 유로시티:
  - EC 바젤 SBB-베른-인터라켄 동역
  - EC 프랑크루프트-바젤 SBB-(아트-골다우-벨린초나/베른-브리크)-밀라노 중앙역
  - EC 인트라켄 동역/취리히 HB - 바젤 SBB - 프랑크푸르트 암 마인 - 쾰른 - 함부르크-알토나
- 인터시티익스프레스(ICE) : 인터라켄 동역–) 바젤 SBB – 브라운슈바이크 – 베를린

### 지역
- 파노라마 익스프레스 츠바이지멘-슈피츠-인터라켄 동역
- 레기오익스프레스 : 베른 – 슈피츠 – 브리크(– 도모도솔라 ) ( Lötschberger )
- 레기오익스프레스 : 슈피츠 – 인트라켄 동역* 레기오 (베른 –) 슈피츠 – 츠바이지멘
- 레기오 슈피츠 - 프루티겐